# Zoološki muzej Moskovske državne univerze
Zoološki muzej (rusko Зоологический музей Московского государственного университета) je znanstveno-raziskovalna ustanova, ki deluje v okviru Moskovske državne univerze; ustanovljena je bila leta 1791. Je drugi največji zoološki muzej v Rusiji in dvanajsti največji na svetu.